# Neochamaelea pulverulenta
Neochamaelea pulverulenta là một loài thực vật có hoa trong họ Cửu lý hương. Loài này được (Vent.) Erdtman mô tả khoa học đầu tiên năm 1952.